# Малоковалі (станція)
Малоковалі (рос. Малоковали) — станція Могочинського регіону Забайкальської залізниці Росії, розташована на дільниці Куенга — Бамівська між станцією Жанна (відстань — 15 км) і колійним постом Утені (11 км). Відстань до ст. Куенга — 542 км, до ст. Бамівська — 207 км; до транзитного пункту Каримська — 774 км.